# Ždaňa
Ždaňa este o comună slovacă, aflată în districtul Košice-okolie din regiunea Košice. Localitatea se află la altitudinea de 185 m deasupra n.m., se întinde pe o suprafață de 5,51 km2 și în 2017 număra 1.422 de locuitori.

## Istoric
Localitatea Ždaňa este atestată documentar din 1222.

## Demografie
| An:                | 1994 | 2004   | 2014   | 2024   |
| ------------------ | ---- | ------ | ------ | ------ |
| Număr de persoane: | 1341 | 1308   | 1389   | 1350   |
| Diferență:         |      | −2,46% | +6,19% | −2,80% |

| An:                | 2023 | 2024 |
| ------------------ | ---- | ---- |
| Număr de persoane: | 1350 | 1350 |
| Diferență:         |      | +0%  |